# Candace Cable
Candace Cable-Brookes (Glendale, 15 luglio 1954) è un'ex sciatrice alpina ed ex atleta paralimpica statunitense, vincitrice di dodici medaglie ai Giochi paralimpici estivi e invernali, nello sci alpino e nell'atletica leggera.
È stata la prima donna a vincere una medaglia sia ai Giochi paralimpici estivi che a quelli invernali. Cable è stata anche sei volte vincitrice della maratona di Boston, divisione femminile su sedia a rotelle e vincitrice delle prime quattro maratone di Los Angeles

## Biografia
Nata a Glendale, in California,  dopo il liceo si è trasferita a South Lake Tahoe/Truckee, mentendo sulla sua età per trovare lavoro in un casinò. È stata ferita in un incidente d'auto al Kingsbury Grade nel 1975 all'età di 21 anni. In seguito all'incidente è diventata dipendente dall'eroina. All'epoca disse: 
(Candace Cable,)
 Si è riabilitata dalla droga nel 1978. Ha conosciuto gli sport in carrozzina mentre frequentava l'Università statale della California, a Long Beach, provando a nuotare prima di scoprire che le corse in sedia a rotelle le avrebbero permesso di allenarsi con amici normodotati.
(Candace Cable,)

## Carriera
Dopo quattro mesi di allenamenti, Cable ha partecipato ai primi Giochi mondiali per disabili del 1980, alle Olimpiadi estive del 1984 nelle corse in sedia a rotelle come evento "espositivo", nonché ai Giochi paralimpici estivi del 1984, 1988, 1992 e 1996 e anche a cinque Paralimpiadi invernali (Albertville 1992, Lillehammer 1994, Nagano 1998, Salt Lake City 2002 e Torino 2006). Cable ha vinto dodici medaglie paralimpiche di cui otto medaglie d'oro. È stata la prima donna a vincere medaglie sia ai Giochi paralimpici estivi che a quelli invernali.

### Maratone
Nelle edizioni 1981-82 e 1985-88, Cable ha vinto la maratona di Boston, oltre alle prime quattro maratone di Los Angeles nella divisione sedia a rotelle: nel 1986 (con un tempo di 2:23:10), 1987 (in 2:05:45), 1988 (tempo 2:19:38) e 1989 (in 2:07:03); per un totale di 84 maratone vinte durante la sua carriera agonistica.

### Organizzazione Los Angeles 2028
Nel 2016 Cable è stata nominata componente del Consiglio di Los Angeles 2028, il comitato organizzatore delle Olimpiadi e delle Paralimpiadi del 2028.

## Premi e riconoscimenti
- International Sports Hall Of Fame (2014)[7]

## Palmarès

### Atletica leggera
Giochi paralimpici
- 9 medaglie:
  - 8 ori (200 m e 400 m a Arnhem 1980; 800 m, 1,5 km, staffetta 4×200 m, staffetta 4×400 m e maratona a Seul 1988; staffetta 4×100 m TW3–4 a Barcellona 1992)
  - 1 argento (staffetta 4×60 m a Arnhem 1980)

### Sci alpino
Giochi paralimpici
- 3 medaglie:
  - 1 argento (slalom speciale a Tignes 1992)
  - 2 bronzi (discesa libera LW10-11 e slalom gigante LW10-11 a Tignes 1992)